# Moonmist
Moonmist est un jeu vidéo de fiction interactive conçu par Stu Galley et Jim Lawrence et publié par Infocom à partir de 1986 sur Amiga, Amstrad CPC, Apple II, Atari 8-bit, Atari ST, Commodore 64, IBM PC, Apple Macintosh, TRS-80 et TI-99/4A. Le joueur y incarne un jeune détective devant enquêter dans un château de Cornouailles. À sa sortie, le jeune est décrit comme une bonne introduction aux jeux d’aventures Infocom par le magazine Compute!. Le magazine Atari User juge en revanche qu’il manque de profondeur et d’originalité et conseil plutôt aux débutant d’essayer Wishbringer qu’il estime plus varié, plus humoristique et plus difficile. Le jeu s’est vendu à environ 33 000 exemplaires.